# Ismena Maślankiewicz
Ismena Maślankiewicz (ur. 6 czerwca 1988 w Lublinie) – polska aktorka, pedagożka<nowiki/nger>teatralna, logopedka.

## Życiorys
Znana jest przede wszystkim z występów teatralnych oraz działalności pedagogicznej w zakresie sztuki aktorskiej. Urodziła się w 1988 roku w Lublinie, gdzie spędziła swoje dzieciństwo i wczesną młodość. W czasach licealnych była związana z lubelskim Teatrem Panopticum, gdzie zaczęła rozwijać swoje umiejętności aktorskie.
Wykształcenie aktorskie uzyskała na Wydziale Sztuki Lalkarskiej Akademii Teatralnej im. Aleksandra Zelwerowicza w Warszawie, w późniejszych latach ukończyła również podyplomowe studia z logopedii na Uniwersytecie Marii Curie-Skłodowskiej w Lublinie.
Profesjonalną karierę aktorską rozpoczęła w Teatrze Dramatycznym im. Aleksandra Węgierki w Białymstoku, gdzie zadebiutowała 4 lutego 2011 roku w sztuce "Bal manekinów" autorstwa Brunona Jasieńskiego, wcielając się w postaci Angeliki oraz Manekina. W październiku tego samego roku zagrała główną rolę Królewny w "Wyprawie na Szklaną Górę" Ludwika Górskiego, wystawianej w Teatrze Lalek Arlekin w Łodzi. W 2012 roku ponownie współpracowała z tym teatrem, wcielając się w postać Sowy w spektaklu "O żabce, co nie została królewną" w reżyserii Waldemara Wolańskiego.
Od 2020 roku angażuje się w prowadzenie grup teatralnych w Studio Aktorskim Kurtyna, którego jest założycielką. Jednym z najbardziej znanych spektakli tego okresu są "Niesamowite przygody skarpetek", adaptacja książki Justyny Bednarek, którego premiera odbyła się 26 września 2020 roku podczas III Festiwalu Sztuki Sensorycznej w Lublinie.
Ma również na swoim koncie występy w produkcjach telewizyjnych. Wystąpiła w  polskim serialu "39 i pół", gdzie pojawiła się w odcinkach 7, 8 i 9 oraz w filmie Second-head, gdzie wcieliła się w rolę Alicji.

## Działalność społeczna i edukacyjna
Aktywnie angażuje się w działalność społeczną i edukacyjną, szczególnie związaną z teatrem oraz kształceniem młodzieży. W lipcu 2018 roku, wspólnie z Jakubem Żywotem ze Studio Młodego Aktora, prowadziła warsztaty teatralne w Klinice Hematologii, Onkologii i Transplantologii Dziecięcej Uniwersyteckiego Szpitala Dziecięcego w Lublinie.
Od 2024 roku poszerzyła swoją działalność edukacyjną, rozpoczynając prowadzenie przedmiotu "Wystąpienia publiczne" w Wyższej Szkole Przedsiębiorczości i Administracji w Lublinie.